# Dolomit (bjergart)
 For alternative betydninger, se Dolomit. (Se også artikler, som begynder med Dolomit)
Dolomit er en kalkbjergart, hvor over 50 % (vægtmæssigt, eller areal i tyndslib) består af mineralet dolomit (CaMg(CO3)2) - navnet bruges både om en bjergart og et mineral.
Dolomit dannes ved dolomitisering af kalksten og mergel (kalkholdigt sediment), hvor magnesium-ioner i havvand eller grundvand substituerer noget af calciummet. Dolomitisering af kalksten forøger porøsiteten, hvilket forbedrer dolomit som reservoirbjergart i olieefterforskningsregi. Dolomit kan findes som evaporitlag i inddampningscykler, hvor de træder frem, fordi de er mere erosionsbestandige end almindelig kalksten.
Dolomit er mere udbredt i prækambriske lag, hvilket gav anledning til "dolomitproblemet". Enten havde havvandet en anden sammensætning, så mineralet dolomit blev udfældet direkte, eller nemmere replacerede CaCO3 - eller også har de bare haft længere tid til at dolomitisere.
Dolomitisering kan ødelægge fossiler i kalksten, men højmagnesiumsfossiler som pighuder er mindre påvirket. Metamorfoseret dolomit genkendes som marmor med et højt magnesiumindhold (dolomitmarmor).